# Automobil-Weltmeisterschaft 1975
Die Automobil-Weltmeisterschaft 1975 war die 26. Saison der Automobil-Weltmeisterschaft, die heutzutage als Formel-1-Weltmeisterschaft bezeichnet wird. In ihrem Rahmen wurden über 14 Rennen in der Zeit vom 12. Januar 1975 bis zum 5. Oktober 1975 die Fahrerweltmeisterschaft und der Internationale Pokal der Formel-1-Konstrukteure ausgetragen.
Niki Lauda gewann zum ersten Mal die Fahrerweltmeisterschaft. Ferrari wurde zum dritten Mal Konstrukteursweltmeister.
Der FIA-Ehrentitel Großer Preis von Europa wurde 1975 an den Großen Preis von Österreich vergeben.

## Teams und Fahrer
| Foto             | Team                                             | Konstrukteur | Chassis        | Motor                      | Reifen | Nr.              | Fahrer                | Rennen       |
| ---------------- | ------------------------------------------------ | ------------ | -------------- | -------------------------- | ------ | ---------------- | --------------------- | ------------ |
| McLaren M23      | Marlboro Team McLaren                            | McLaren      | M23            | Cosworth DFV               | G      | 1                | Emerson Fittipaldi    | 1-14         |
| McLaren M23      | Marlboro Team McLaren                            | McLaren      | M23            | Cosworth DFV               | G      | 2                | Jochen Mass           | 1-14         |
| Tyrrell 007      | Elf Team Tyrrell                                 | Tyrrell      | 007            | Cosworth DFV               | G      | 3                | Jody Scheckter        | 1-14         |
| Tyrrell 007      | Elf Team Tyrrell                                 | Tyrrell      | 007            | Cosworth DFV               | G      | 4                | Patrick Depailler     | 1-14         |
| Tyrrell 007      | Elf Team Tyrrell                                 | Tyrrell      | 007            | Cosworth DFV               | G      | 15               | Jean-Pierre Jabouille | 9            |
| Tyrrell 007      | Elf Team Tyrrell                                 | Tyrrell      | 007            | Cosworth DFV               | G      | 15               | Michel Leclère        | 14           |
| Lotus 72E        | John Player Team Lotus                           | Lotus        | 72E            | Cosworth DFV               | G      | 5                | Ronnie Peterson       | 1-14         |
| Lotus 72E        | John Player Team Lotus                           | Lotus        | 72E            | Cosworth DFV               | G      | 6                | Jacky Ickx            | 1–9          |
| Lotus 72E        | John Player Team Lotus                           | Lotus        | 72E            | Cosworth DFV               | G      | 6                | Jim Crawford          | 10, 13       |
| Lotus 72E        | John Player Team Lotus                           | Lotus        | 72E            | Cosworth DFV               | G      | 6                | John Watson           | 11           |
| Lotus 72E        | John Player Team Lotus                           | Lotus        | 72E            | Cosworth DFV               | G      | 6                | Brian Henton          | 12, 14       |
| Lotus 72E        | John Player Team Lotus                           | Lotus        | 72E            | Cosworth DFV               | G      | 15               | Brian Henton          | 10           |
| Brabham BT44B    | Martini Racing                                   | Brabham      | BT44B          | Cosworth DFV               | G      | 7                | Carlos Reutemann      | 1-14         |
| Brabham BT44B    | Martini Racing                                   | Brabham      | BT44B          | Cosworth DFV               | G      | 8                | Carlos Pace           | 1-14         |
| March 751        | Beta Team March Lavazza March                    | March        | 741 751        | Cosworth DFV               | G      | 9                | Vittorio Brambilla    | 1-14         |
| March 751        | Beta Team March Lavazza March                    | March        | 741 751        | Cosworth DFV               | G      | 29               | Lella Lombardi        | 10–13        |
| March 751        | Beta Team March Lavazza March                    | March        | 741 751        | Cosworth DFV               | G      | 10               | Lella Lombardi        | 3–9          |
| March 751        | Beta Team March Lavazza March                    | March        | 741 751        | Cosworth DFV               | G      | 10               | Hans-Joachim Stuck    | 10–14        |
| Ferrari 312T     | Scuderia Ferrari SpA SEFAC                       | Ferrari      | 312B3 312T     | Ferrari 001/11 Ferrari 015 | G      | 11               | Clay Regazzoni        | 1-14         |
| Ferrari 312T     | Scuderia Ferrari SpA SEFAC                       | Ferrari      | 312B3 312T     | Ferrari 001/11 Ferrari 015 | G      | 12               | Niki Lauda            | 1-14         |
| BRM P201         | Stanley BRM                                      | BRM          | P201           | BRM P200                   | G      | 14               | Mike Wilds            | 1–2          |
| BRM P201         | Stanley BRM                                      | BRM          | P201           | BRM P200                   | G      | 14               | Bob Evans             | 3–9, 12–13   |
| Shadow DN5       | UOP Shadow Racing Team                           | Shadow       | DN3B DN5       | Cosworth DFV               | G      | 16               | Tom Pryce             | 1-14         |
| Shadow DN5       | UOP Shadow Racing Team                           | Shadow       | DN3B DN5       | Cosworth DFV               | G      | 17               | Jean-Pierre Jarier    | 1–11, 14     |
| Shadow DN5       | UOP Shadow Racing Team                           | Shadow       | DN7            | Matra MS73                 | G      | 17               | Jean-Pierre Jarier    | 12–13        |
| Surtees TS16     | Team Surtees National Organs Team Surtees        | Surtees      | TS16           | Cosworth DFV               | G      | 18               | John Watson           | 1–10, 12     |
| Surtees TS16     | Team Surtees National Organs Team Surtees        | Surtees      | TS16           | Cosworth DFV               | G      | 19               | Dave Morgan           | 10           |
|                  | Frank Williams Racing Cars                       | Williams     | FW02 FW03 FW04 | Cosworth DFV               | G      | 20               | Arturo Merzario       | 1–6          |
| Damien Magee     | Frank Williams Racing Cars                       | Williams     | FW02 FW03 FW04 | Cosworth DFV               | G      | 20               | 7                     |              |
| François Migault | Frank Williams Racing Cars                       | Williams     | FW02 FW03 FW04 | Cosworth DFV               | G      | 20               | 9                     |              |
| Ian Ashley       | Frank Williams Racing Cars                       | Williams     | FW02 FW03 FW04 | Cosworth DFV               | G      | 20               | 11                    |              |
| Jo Vonlanthen    | Frank Williams Racing Cars                       | Williams     | FW02 FW03 FW04 | Cosworth DFV               | G      | 20               | 12                    |              |
| Renzo Zorzi      | Frank Williams Racing Cars                       | Williams     | FW02 FW03 FW04 | Cosworth DFV               | G      | 20               | 13                    |              |
| Lella Lombardi   | Frank Williams Racing Cars                       | Williams     | FW02 FW03 FW04 | Cosworth DFV               | G      | 20               | 14                    |              |
| Ian Scheckter    | Frank Williams Racing Cars                       | Williams     | FW02 FW03 FW04 | Cosworth DFV               | G      | 20               | 8                     |              |
| Ian Scheckter    | Frank Williams Racing Cars                       | Williams     | FW02 FW03 FW04 | Cosworth DFV               | G      | 21               | 7                     |              |
| Jacques Laffite  | Frank Williams Racing Cars                       | Williams     | FW02 FW03 FW04 | Cosworth DFV               | G      | 21               | 1–3, 5–6, 8–14        |              |
| Tony Brise       | Frank Williams Racing Cars                       | Williams     | FW02 FW03 FW04 | Cosworth DFV               | G      | 21               | 4                     |              |
|                  | Embassy Racing with Graham Hill                  | Lola         | T370           | Cosworth DFV               | G      | 22               | Graham Hill           | 1–3          |
| 23               | Embassy Racing with Graham Hill                  | Lola         | T370           | Cosworth DFV               | G      | Rolf Stommelen   | 1–2                   |              |
| Hill             | Embassy Racing with Graham Hill                  | GH1          | 22             | Cosworth DFV               | G      | Rolf Stommelen   | 3–4, 12–13            |              |
| Hill             | Embassy Racing with Graham Hill                  | GH1          | 22             | Cosworth DFV               | G      | Vern Schuppan    | 7                     |              |
| Hill             | Embassy Racing with Graham Hill                  | GH1          | 22             | Cosworth DFV               | G      | Alan Jones       | 8–11                  |              |
| Hill             | Embassy Racing with Graham Hill                  | GH1          | 22             | Cosworth DFV               | G      | François Migault | 6                     |              |
| Hill             | Embassy Racing with Graham Hill                  | GH1          | 23             | Cosworth DFV               | G      | François Migault | 4                     |              |
| Hill             | Embassy Racing with Graham Hill                  | GH1          | 23             | Cosworth DFV               | G      | Graham Hill      | 5                     |              |
| Hill             | Embassy Racing with Graham Hill                  | GH1          | 23             | Cosworth DFV               | G      | Tony Brise       | 6–14                  |              |
| Hesketh 308B     | Hesketh Racing Warsteiner Brewery Polar Caravans | Hesketh      | 308 308B 308C  | Cosworth DFV               | G      | 24               | James Hunt            | 1-14         |
| Hesketh 308B     | Hesketh Racing Warsteiner Brewery Polar Caravans | Hesketh      | 308 308B 308C  | Cosworth DFV               | G      | 25               | Torsten Palm          | 5            |
| Hesketh 308B     | Hesketh Racing Warsteiner Brewery Polar Caravans | Hesketh      | 308 308B 308C  | Cosworth DFV               | G      | 25               | Harald Ertl           | 11           |
| Hesketh 308B     | Hesketh Racing Warsteiner Brewery Polar Caravans | Hesketh      | 308 308B 308C  | Cosworth DFV               | G      | 25               | Brett Lunger          | 12–14        |
| Hesketh 308B     | Hesketh Racing Warsteiner Brewery Polar Caravans | Hesketh      | 308 308B 308C  | Cosworth DFV               | G      | 32               | Torsten Palm          | 7            |
| Hesketh 308B     | Hesketh Racing Warsteiner Brewery Polar Caravans | Hesketh      | 308 308B 308C  | Cosworth DFV               | G      | 32               | Harald Ertl           | 12           |
| Hesketh 308B     | Hesketh Racing Warsteiner Brewery Polar Caravans | Hesketh      | 308 308B 308C  | Cosworth DFV               | G      | 34               | Harald Ertl           | 13           |
|                  | Custom Made Harry Stiller Racing                 | Hesketh      | 308B           | Cosworth DFV               | G      | 25               | Alan Jones            | 4            |
| 26               | Custom Made Harry Stiller Racing                 | Hesketh      | 308B           | Cosworth DFV               | G      | 5–7              | Alan Jones            |              |
|                  | Vel’s Parnelli Jones Racing                      | Parnelli     | VPJ4           | Cosworth DFV               | F G    | 27               | Mario Andretti        | 1–5, 7, 9–14 |
| Penske PC1       | Penske Cars                                      | March        | 751            | Cosworth DFV               | G      | 28               | Mark Donohue          | 10–12        |
| Penske PC1       | Penske Cars                                      | Penske       | PC1            | Cosworth DFV               | G      | 28               | Mark Donohue          | 1–9          |
| Penske PC1       | Penske Cars                                      | Penske       | PC1            | Cosworth DFV               | G      | 28               | John Watson           | 14           |
| Fittipaldi FD01  | Copersucar-Fittipaldi                            | Fittipaldi   | FD01           | Cosworth DFV               | G      | 30               | Wilson Fittipaldi     | 1–12, 14     |
| Fittipaldi FD01  | Copersucar-Fittipaldi                            | Fittipaldi   | FD01           | Cosworth DFV               | G      | 30               | Arturo Merzario       | 13           |
|                  | Lucky Strike Racing                              | McLaren      | M23            | Cosworth DFV               | G      | 31               | Dave Charlton         | 3            |
|                  | HB Bewaking Team Ensign                          | Ensign       | N174 N175      | Cosworth DFV               | G      | 33               | Roelof Wunderink      | 12           |
| 31               | HB Bewaking Team Ensign                          | Ensign       | N174 N175      | Cosworth DFV               | G      | 4–5, 10, 13–14   | Roelof Wunderink      |              |
| 31               | HB Bewaking Team Ensign                          | Ensign       | N174 N175      | Cosworth DFV               | G      | Gijs van Lennep  | 8–9, 11               |              |
| 31               | HB Bewaking Team Ensign                          | Ensign       | N174 N175      | Cosworth DFV               | G      | Chris Amon       | 12                    |              |
| 32               | HB Bewaking Team Ensign                          | Ensign       | N174 N175      | Cosworth DFV               | G      | Chris Amon       | 13                    |              |
|                  | Lexington Racing                                 | Tyrrell      | 007            | Cosworth DFV               | G      | 32               | Ian Scheckter         | 3            |
|                  | Pinch Plant (Ltd)                                | Lyncar       | 006            | Cosworth DFV               | G      | 32               | John Nicholson        | 10           |
|                  | Team Gunston                                     | Lotus        | 72D            | Cosworth DFV               | G      | 33               | Eddie Keizan          | 3            |
| 34               | Team Gunston                                     | Lotus        | 72D            | Cosworth DFV               | G      | Guy Tunmer       | 3                     |              |
| Maki F101C       | Maki Engineering                                 | Maki         | F101C          | Cosworth DFV               | G      | 35               | Hiroshi Fushida       | 8, 10        |
| Maki F101C       | Maki Engineering                                 | Maki         | F101C          | Cosworth DFV               | G      | 35               | Tony Trimmer          | 11–13        |

## Rennkalender
| Nr. | Datum        | Grand Prix     | Strecke             | Distanz (km) | Pole-Position      | Schnellste Rennrunde | Sieger             | Gesamtführender Fahrer | Gesamtführender Konstrukteur |
| --- | ------------ | -------------- | ------------------- | ------------ | ------------------ | -------------------- | ------------------ | ---------------------- | ---------------------------- |
| 01  | 12. Januar   | Argentinien    | Buenos Aires        | 316,304 km   | Jean-Pierre Jarier | James Hunt           | Emerson Fittipaldi | Emerson Fittipaldi     | McLaren-Ford                 |
| 02  | 26. Januar   | Brasilien      | Interlagos          | 318,400 km   | Jean-Pierre Jarier | Jean-Pierre Jarier   | Carlos Pace        | Emerson Fittipaldi     | McLaren-Ford                 |
| 03  | 1. März      | Südafrika      | Kyalami             | 320,112 km   | Carlos Pace        | Carlos Pace          | Jody Scheckter     | Emerson Fittipaldi     | Brabham-Ford                 |
| 04  | 27. April    | Spanien        | Circuit de Montjuïc | 109,939 km   | Niki Lauda         | Mario Andretti       | Jochen Mass        | Emerson Fittipaldi     | Brabham-Ford                 |
| 05  | 11. Mai      | Monaco         | Circuit de Monaco   | 245,85 km    | Niki Lauda         | Patrick Depailler    | Niki Lauda         | Emerson Fittipaldi     | McLaren-Ford                 |
| 06  | 25. Mai      | Belgien        | Zolder              | 298,340 km   | Niki Lauda         | Clay Regazzoni       | Niki Lauda         | Niki Lauda             | Brabham-Ford                 |
| 07  | 8. Juni      | Schweden       | Anderstorp          | 321,44 km    | Vittorio Brambilla | Niki Lauda           | Niki Lauda         | Niki Lauda             | Ferrari                      |
| 08  | 22. Juni     | Niederlande    | Zandvoort           | 316,950 km   | Niki Lauda         | Niki Lauda           | James Hunt         | Niki Lauda             | Ferrari                      |
| 09  | 6. Juli      | Frankreich     | Le Castellet        | 313,740 km   | Niki Lauda         | Jochen Mass          | Niki Lauda         | Niki Lauda             | Ferrari                      |
| 10  | 19. Juli     | Großbritannien | Silverstone         | 264,264 km   | Tom Pryce          | Clay Regazzoni       | Emerson Fittipaldi | Niki Lauda             | Ferrari                      |
| 11  | 3. August    | Deutschland    | Nürburgring         | 319,690 km   | Niki Lauda         | Clay Regazzoni       | Carlos Reutemann   | Niki Lauda             | Ferrari                      |
| 12  | 17. August   | Österreich     | Österreichring      | 171,419 km   | Niki Lauda         | Vittorio Brambilla   | Vittorio Brambilla | Niki Lauda             | Ferrari                      |
| 13  | 7. September | Italien        | Monza               | 300,56 km    | Niki Lauda         | Clay Regazzoni       | Clay Regazzoni     | Niki Lauda             | Ferrari                      |
| 14  | 5. Oktober   | USA            | Watkins Glen        | 320,665 km   | Niki Lauda         | Emerson Fittipaldi   | Niki Lauda         | Niki Lauda             | Ferrari                      |

## Weltmeisterschaftswertungen
| Platz  | 1 | 2 | 3 | 4 | 5 | 6 |
| Punkte | 9 | 6 | 4 | 3 | 2 | 1 |

Für die Wertung wurden die besten sieben Ergebnisse der ersten acht und die besten fünf der restlichen sechs Rennen berücksichtigt. In der Konstrukteurswertung wurde der jeweils bestplatzierte Wagen berücksichtigt.
Da der Große Preis von Spanien und der Große Preis von Österreich vorzeitig nach weniger als 60 % der geplanten Renndistanz abgebrochen wurden, sind diese nur mit halber Punktzahl in die Wertung eingeflossen.

### Fahrerwertung
| Pos. | Fahrer          | Konstrukteur      |     |     |     |     |     |     |     |     |     |     |     |     |     |     | Punkte |
| 01   | N. Lauda        | Ferrari           | 6   | 5   | 5   | DNF | 1   | 1   | 1   | 2   | 1   | 8   | 3   | 6   | 3   | 1   | 64,5   |
| 02   | E. Fittipaldi   | McLaren-Ford      | 1   | 2   | NC  | DNS | 2   | 7   | 8   | DNF | 4   | 1   | DNF | 9   | 2   | 2   | 45,0   |
| 03   | C. Reutemann    | Brabham-Ford      | 3   | 8   | 2   | 3   | 9   | 3   | 2   | 4   | 14  | DNF | 1   | 14  | 4   | DNF | 37,0   |
| 04   | J. Hunt         | Hesketh-Ford      | 2   | 6   | DNF | DNF | DNF | DNF | DNF | 1   | 2   | 4   | DNF | 2   | 5   | 4   | 33,0   |
| 05   | C. Regazzoni    | Ferrari           | 4   | 4   | 16  | NC  | DNF | 5   | 3   | 3   | DNF | 13  | DNF | 7   | 1   | DNF | 25,0   |
| 06   | C. Pace         | Brabham-Ford      | DNF | 1   | 4   | DNF | 3   | 8   | DNF | 5   | DNF | 2   | DNF | DNF | DNF | DNF | 24,0   |
| 07   | J. Scheckter    | Tyrrell-Ford      | 11  | DNF | 1   | DNF | 7   | 2   | 7   | 16  | 9   | 3   | DNF | 8   | 8   | 6   | 20,0   |
| 08   | J. Mass         | McLaren-Ford      | 14  | 3   | 6   | 1   | 6   | DNF | DNF | DNF | 3   | 7   | DNF | 4   | DNF | 3   | 20,0   |
| 09   | P. Depailler    | Tyrrell-Ford      | 5   | DNF | 3   | DNF | 5   | 4   | 12  | 9   | 6   | 9   | 9   | 11  | 7   | DNS | 12,0   |
| 10   | T. Pryce        | Shadow-Ford       | 12  | DNF | 9   | DNF | DNF | 6   | DNF | 6   | DNF | DNF | 4   | 3   | 6   | NC  | 8,0    |
| 11   | V. Brambilla    | March-Ford        | 9   | DNF | DNF | 5   | DNF | DNF | DNF | DNF | DNF | 6   | DNF | 1   | DNF | 7   | 6,5    |
| 12   | J. Laffite      | Williams-Ford     | DNF | 11  | NC  |     | DNQ | DNF |     | DNF | 11  | DNF | 2   | DNF | DNF | DNF | 6,0    |
| 13   | R. Peterson     | Lotus-Ford        | DNF | 15  | 10  | DNF | 4   | DNF | 9   | 15  | 10  | DNF | DNF | 5   | DNF | 5   | 6,0    |
| 14   | M. Andretti     | Parnelli-Ford     | DNF | 7   | 17  | DNF | DNF |     | 4   |     | 5   | 12  | 10  | DNF | DNF | DNF | 5,0    |
| 15   | M. Donohue      | Penske-Ford       | 7   | DNF | 8   | DNF | DNF | 11  | 5   | 8   | DNF |     |     |     |     |     | 2,0    |
| 15   | M. Donohue      | March-Ford        |     |     |     |     |     |     |     |     |     | 5   | DNF | DNS | †   | †   | 2,0    |
| 16   | J. Ickx         | Lotus-Ford        | 8   | 9   | 12  | 2   | 8   | DNF | 15  | DNF | DNF |     |     |     |     |     | 3,0    |
| 17   | A. Jones        | Hesketh-Ford      |     |     |     | DNF | DNF | DNF | 11  |     |     |     |     |     |     |     | 0,0    |
| 17   | A. Jones        | Hill-Ford         |     |     |     |     |     |     |     | 13  | 16  | 10  | 5   |     |     |     | 2,0    |
| 18   | J. Jarier       | Shadow-Ford/Matra | DNS | DNF | DNF | 4   | DNF | DNF | DNF | DNF | 8   | 14  | DNF | DNF | DNF | DNF | 1,5    |
| 19   | T. Brise        | Williams-Ford     |     |     |     | 7   |     |     |     |     |     |     |     |     |     |     | 0,0    |
| 19   | T. Brise        | Hill-Ford         |     |     |     |     |     | DNF | 6   | 7   | 7   | 15  | DNF | 15  | DNF | DNF | 1,0    |
| 20   | G. van Lennep   | Ensign-Ford       |     |     |     |     |     |     |     | 10  | 15  |     | 6   |     |     |     | 1,0    |
| 21   | L. Lombardi     | March-Ford        |     |     | DNF | 6   | DNQ | DNF | DNF | 14  | 18  | DNF | 7   | 17  | DNF |     | 0,5    |
| 21   | L. Lombardi     | Williams-Ford     |     |     |     |     |     |     |     |     |     |     |     |     |     | DNS | 0,0    |
| 22   | R. Stommelen    | Lola-Ford         | 13  | 14  |     |     |     |     |     |     |     |     |     |     |     |     | 0,0    |
| 22   | R. Stommelen    | Hill-Ford         |     |     | 7   | DNF |     |     |     |     |     |     |     | 16  | DNF |     | 0,0    |
| 23   | J. Watson       | Surtees-Ford      | DSQ | 10  | DNF | 8   | DNF | 10  | 16  | DNF | 13  | 11  |     | 10  |     |     | 0,0    |
| 23   | J. Watson       | Lotus-Ford        |     |     |     |     |     |     |     |     |     |     | DNF |     |     |     | 0,0    |
| 23   | J. Watson       | Penske-Ford       |     |     |     |     |     |     |     |     |     |     |     |     |     | 9   | 0,0    |
| 24   | H. Ertl         | Hesketh-Ford      |     |     |     |     |     |     |     |     |     |     | 8   | DNF | 9   |     | 0,0    |
| 25   | H. Stuck        | March-Ford        |     |     |     |     |     |     |     |     |     | DNF | DNF | DNF | DNF | 8   | 0,0    |
| 26   | B. Evans        | B.R.M.            |     |     | 15  | DNF | DNQ | 9   | 13  | DNF | 17  |     |     | DNF | DNF |     | 0,0    |
| 27   | W. Fittipaldi   | Copersucar-Ford   | DNF | 13  | DNQ | DNF | DNQ | 12  | 17  | 11  | DNF | 19  | DNF | DNQ |     | 10  | 0,0    |
| 28   | G. Hill         | Lola-Ford         | 10  | 12  | DNQ |     |     |     |     |     |     |     |     |     |     |     | 0,0    |
| 28   | G. Hill         | Hill-Ford         |     |     |     |     | DNQ |     |     |     |     |     |     |     |     |     | 0,0    |
| 29   | B. Lunger       | Hesketh-Ford      |     |     |     |     |     |     |     |     |     |     |     | 13  | 10  | DNF | 0,0    |
| 30   | T. Palm         | Hesketh-Ford      |     |     |     |     | DNQ |     | 10  |     |     |     |     |     |     |     | 0,0    |
| 31   | A. Merzario     | Williams-Ford     | NC  | DNF | DNF | DNF | DNQ | DNF |     |     |     |     |     |     |     |     | 0,0    |
| 31   | A. Merzario     | Copersucar-Ford   |     |     |     |     |     |     |     |     |     |     |     |     | 11  |     | 0,0    |
| 32   | G. Tunmer       | Lotus-Ford        |     |     | 11  |     |     |     |     |     |     |     |     |     |     |     | 0,0    |
| 33   | C. Amon         | Ensign-Ford       |     |     |     |     |     |     |     |     |     |     |     | 12  | 12  |     | 0,0    |
| 34   | I. Scheckter    | Tyrrell-Ford      |     |     | DNF |     |     |     | DNF | 12  |     |     |     |     |     |     | 0,0    |
| 35   | J.-P. Jabouille | Tyrrell-Ford      |     |     |     |     |     |     |     |     | 12  |     |     |     |     |     | 0,0    |
| 36   | J. Crawford     | Lotus-Ford        |     |     |     |     |     |     |     |     |     | DNF |     |     | 13  |     | 0,0    |
| 37   | E. Keizan       | Lotus-Ford        |     |     | 13  |     |     |     |     |     |     |     |     |     |     |     | 0,0    |
| 38   | D. Charlton     | McLaren-Ford      |     |     | 14  |     |     |     |     |     |     |     |     |     |     |     | 0,0    |
| 39   | D. Magee        | Williams-Ford     |     |     |     |     |     |     | 14  |     |     |     |     |     |     |     | 0,0    |
| 40   | R. Zorzi        | Williams-Ford     |     |     |     |     |     |     |     |     |     |     |     |     | 14  |     | 0,0    |
| 41   | B. Henton       | Lotus-Ford        |     |     |     |     |     |     |     |     |     | 16  |     | DNS |     | NC  | 0,0    |
| 42   | J. Nicholson    | Lyncar-Ford       |     |     |     |     |     |     |     |     |     | 17  |     |     |     |     | 0,0    |
| 43   | D. Morgan       | Surtees-Ford      |     |     |     |     |     |     |     |     |     | 18  |     |     |     |     | 0,0    |
| —    | R. Wunderink    | Ensign-Ford       |     |     |     | DNF | DNQ |     |     |     |     | DNQ |     | NC  | DNQ | DNF | 0,0    |
| —    | M. Wilds        | B.R.M.            | DNF | DNF |     |     |     |     |     |     |     |     |     |     |     |     | 0,0    |
| —    | V. Schuppan     | Hill-Ford         |     |     |     |     |     |     | DNF |     |     |     |     |     |     |     | 0,0    |
| —    | M. Leclère      | Tyrrell-Ford      |     |     |     |     |     |     |     |     |     |     |     |     |     | DNF | 0,0    |

| Legende  | Legende            | Legende                                                          |
| Farbe    | Abkürzung          | Bedeutung                                                        |
| -------- | ------------------ | ---------------------------------------------------------------- |
| Gold     | –                  | Sieg                                                             |
| Silber   | –                  | 2. Platz                                                         |
| Bronze   | –                  | 3. Platz                                                         |
| Grün     | –                  | Platzierung in den Punkten                                       |
| Blau     | –                  | Klassifiziert außerhalb der Punkteränge                          |
| Violett  | DNF                | Rennen nicht beendet (did not finish)                            |
| Violett  | NC                 | nicht klassifiziert (not classified)                             |
| Rot      | DNQ                | nicht qualifiziert (did not qualify)                             |
| Rot      | DNPQ               | in Vorqualifikation gescheitert (did not pre-qualify)            |
| Schwarz  | DSQ                | disqualifiziert (disqualified)                                   |
| Weiß     | DNS                | nicht am Start (did not start)                                   |
| Weiß     | WD                 | zurückgezogen (withdrawn)                                        |
| Hellblau | PO                 | nur am Training teilgenommen (practiced only)                    |
| Hellblau | TD                 | Freitags-Testfahrer (test driver)                                |
| ohne     | DNP                | nicht am Training teilgenommen (did not practice)                |
| ohne     | INJ                | verletzt oder krank (injured)                                    |
| ohne     | EX                 | ausgeschlossen (excluded)                                        |
| ohne     | DNA                | nicht erschienen (did not arrive)                                |
| ohne     | C                  | Rennen abgesagt (cancelled)                                      |
| ohne     | keine WM-Teilnahme |                                                                  |
| sonstige | P/fett             | Pole-Position                                                    |
| sonstige | 1/2/3/4/5/6/7/8    | Punktplatzierung im Sprint-/Qualifikationsrennen                 |
| sonstige | SR/kursiv          | Schnellste Rennrunde                                             |
| sonstige | *                  | nicht im Ziel, aufgrund der zurückgelegten Distanz aber gewertet |
| sonstige | ()                 | Streichresultate                                                 |
| sonstige | unterstrichen      | Führender in der Gesamtwertung                                   |

### Konstrukteurswertung
| Pos. | Konstrukteur        | Punkte |
| ---- | ------------------- | ------ |
| 1    | Ferrari             | 72,5   |
| 2    | Brabham-Ford        | 54     |
| 3    | McLaren-Ford        | 53     |
| 4    | Hesketh Racing-Ford | 33     |
| 5    | Tyrrell-Ford        | 25     |
| 6    | Shadow-Ford         | 9,5    |
| 7    | Lotus-Ford          | 9      |
| 8    | March-Ford          | 7,5    |
| 9    | Williams-Ford       | 6      |

| Pos. | Konstrukteur    | Punkte |
| ---- | --------------- | ------ |
| 10   | Parnelli-Ford   | 5      |
| 11   | Hill-Ford       | 3      |
| 12   | Penske-Ford     | 2      |
| 13   | Ensign-Ford     | 1      |
| 14   | Surtees-Ford    | 0      |
| 15   | B.R.M.          | 0      |
| 16   | Lola-Ford       | 0      |
| 17   | Copersucar-Ford | 0      |
| 18   | Lyncar-Ford     | 0      |

## Wichtige Ereignisse der Saison
- Emerson Fittipaldi boykottierte aus Sicherheitsgründen den GP von Spanien. Rolf Stommelen flog im Rennen in Führung liegend wegen eines gebrochenen Heckflügels in die Zuschauer, von denen vier durch diesen Unfall getötet wurden. Jochen Mass gewann das Rennen, was sein einziger Sieg bleiben sollte. Lella Lombardi kam als erste Frau in der Formel 1 in die Punkteränge.
- Mark Donohue verunglückte am 17. August 1975 beim Warm-up zum GP Österreich in Zeltweg. An seinem Wagen platzte der linke Vorderreifen. Der steuerlose March schoss in die Fangzäune, von dort auf die Leitplanke, rutschte in die anschließende Böschung und zerschellte an einer Reklametafel. Donohue schien zunächst nicht schwer verletzt, fiel jedoch einen Tag später ins Koma und starb. Auch ein Streckenposten kam bei dem Unfall ums Leben.
- Ende November stürzte das Flugzeug des Hill-Teams ab. Bei dem Unfall kamen auch Teamchef und Doppelweltmeister Graham Hill, welcher das Flugzeug selbst flog und sein Fahrer Tony Brise ums Leben. Dieses Unglück bedeutete das Ende des Rennstalls.